# Conférence de Cancún de 2010 sur les changements climatiques
Pour les articles homonymes, voir COP 16 et Conférence de Cancún.
La  Conférence des parties à la convention sur les changements climatiques de Cancún (ou COP 16) s'est tenue à Cancún, dans l'État mexicain du Quintana Roo, du 29 novembre au 10 décembre 2010.

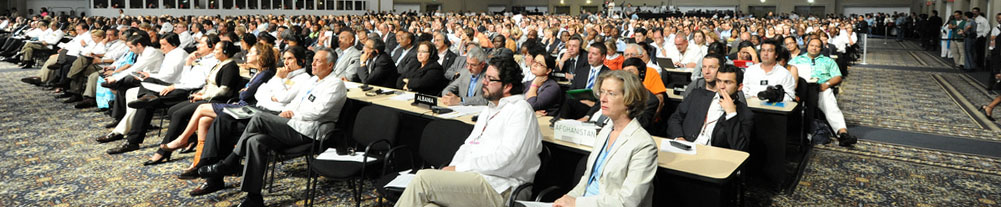
Vue générale de la grande salle, avec les participants à la Conférence, représentants 190 pays

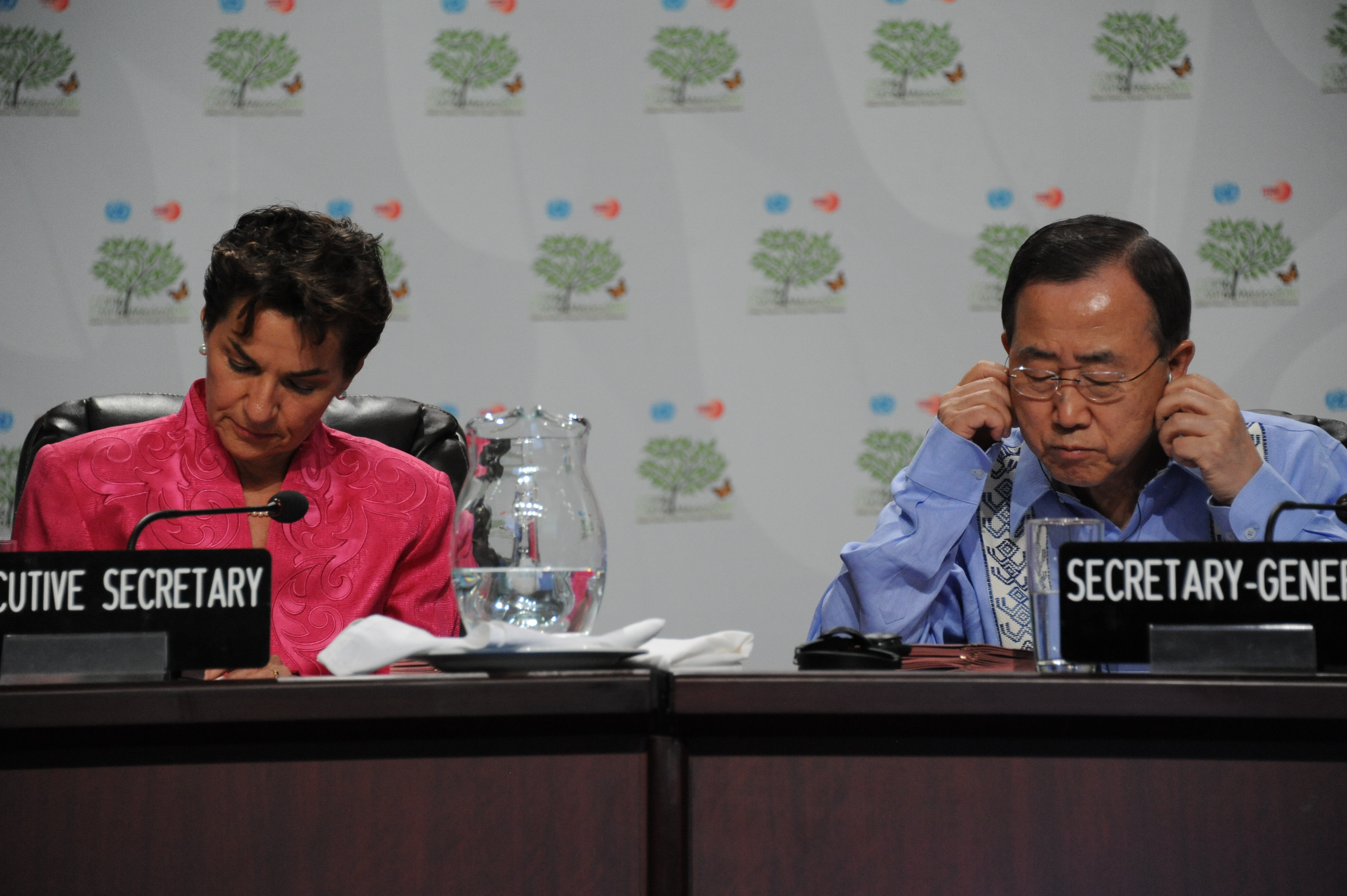
Christina Figueres, Secrétaire exécutive de la convention sur le climat et Présidente de cette Conférence sur le climat de Cancun (COP16)

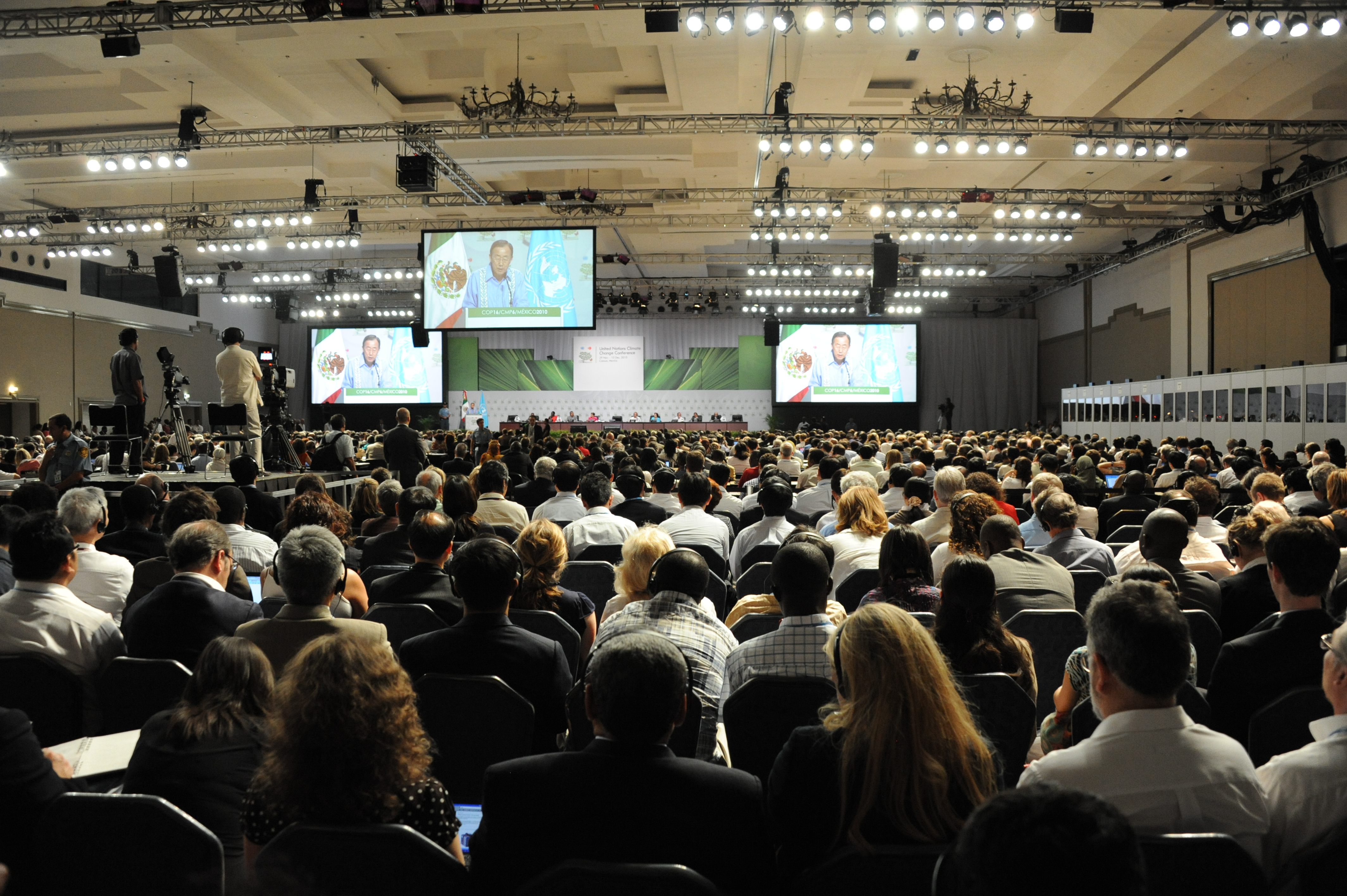
L'assemblée des délégués de 190 pays, écoutant Ban Ki-moon, Secrétaire général des Nations unies

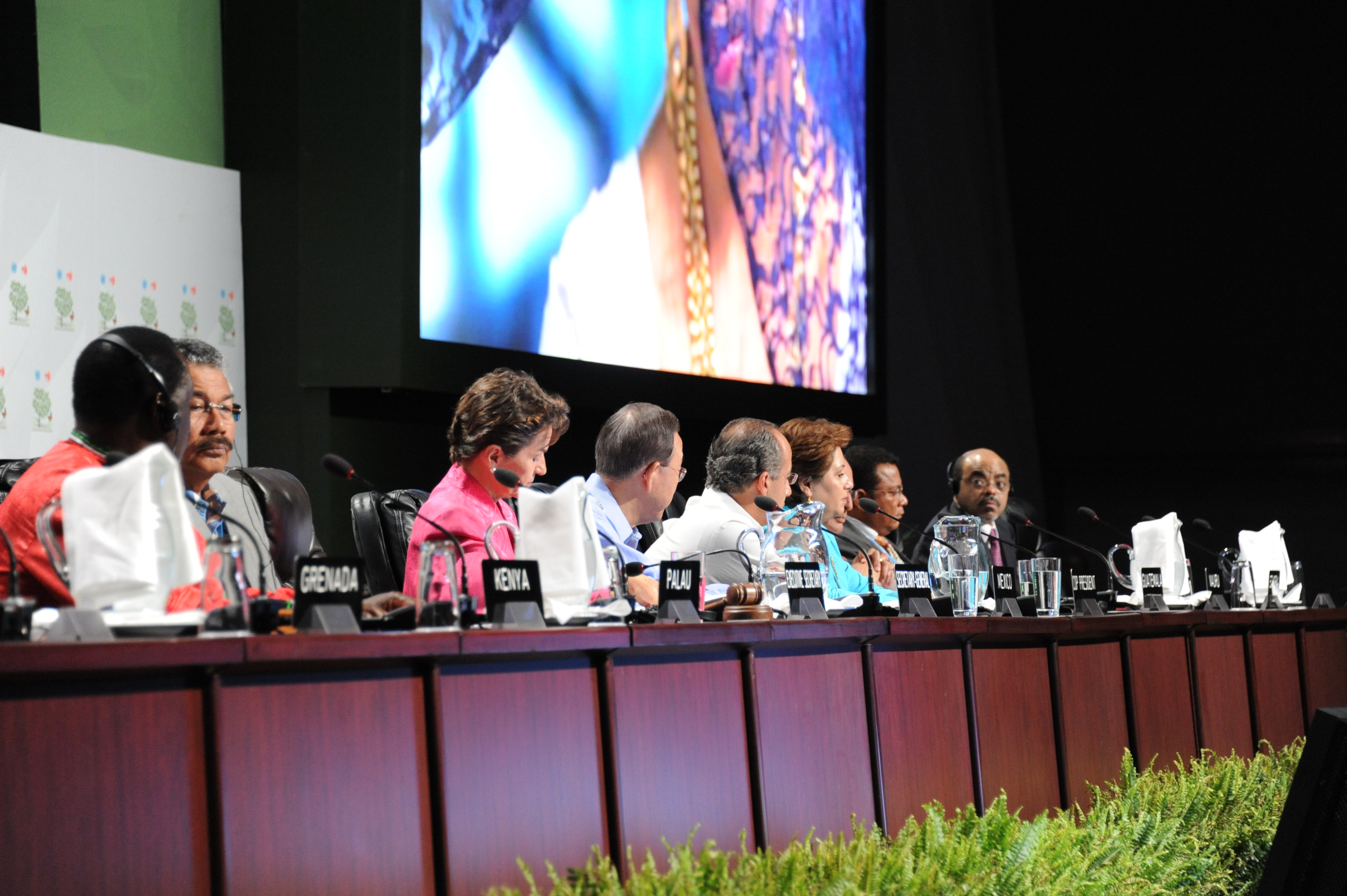
Panel de délégués orateurs

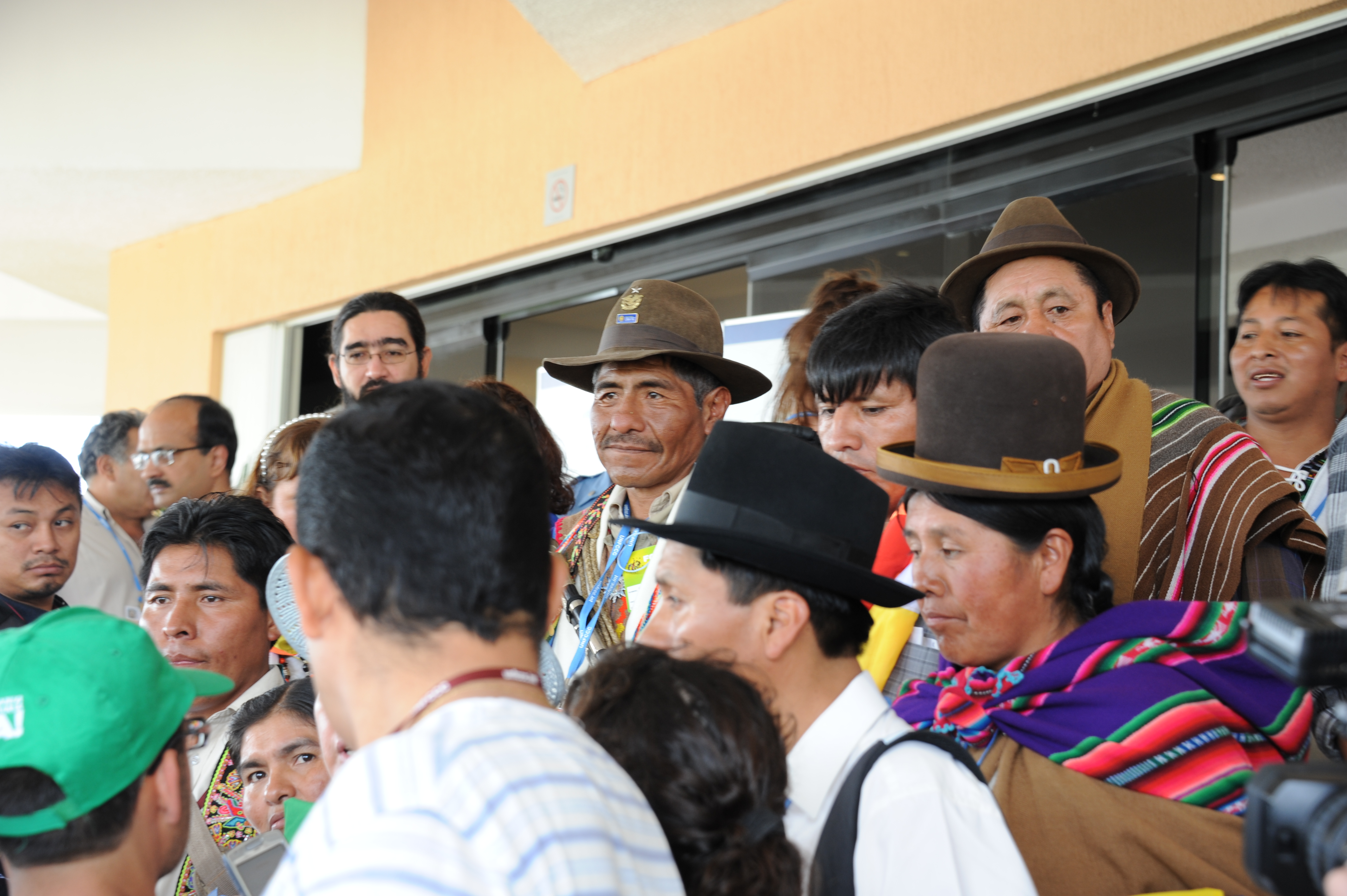
Participants à la Conférence

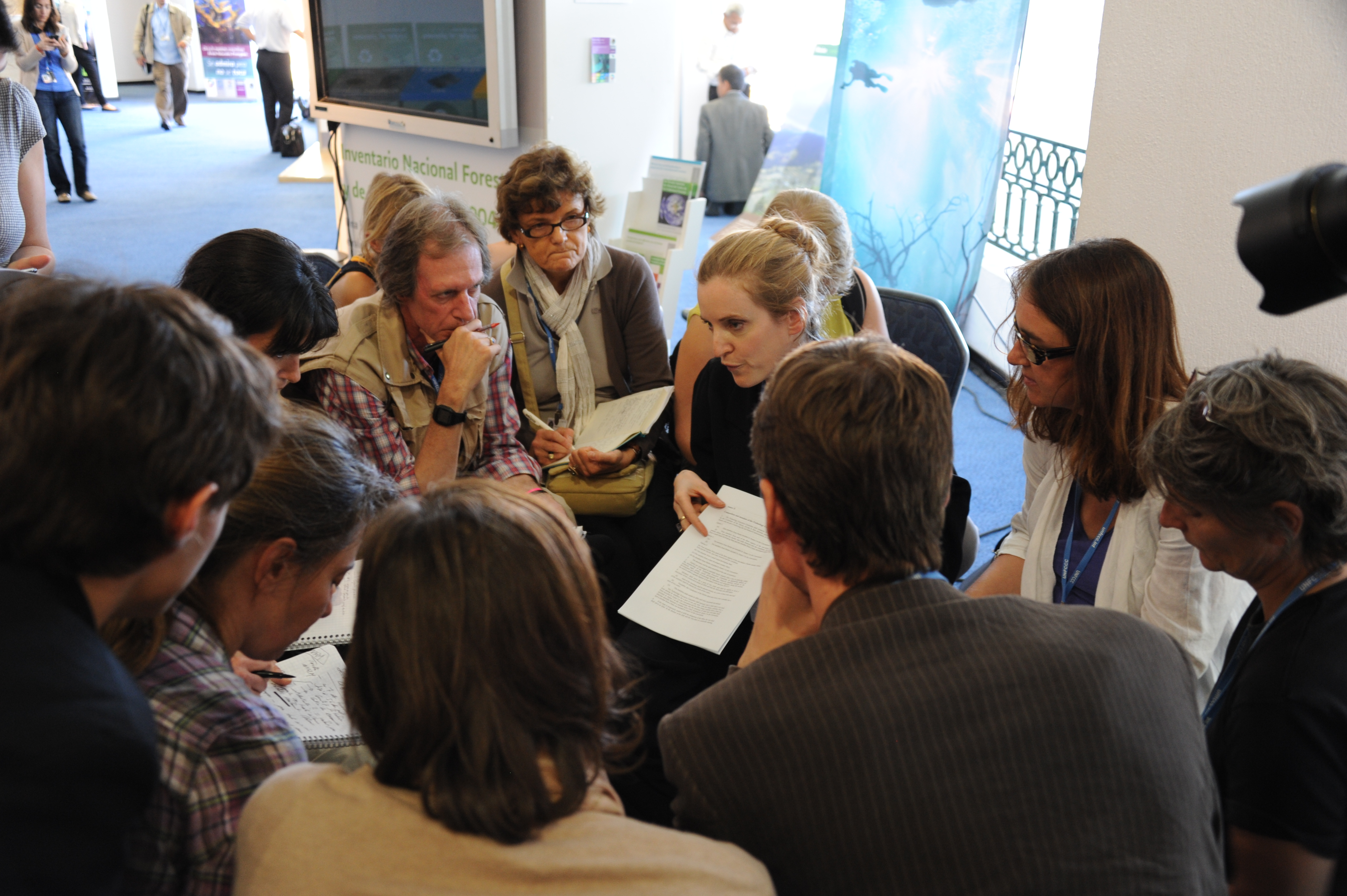
Petit sous-groupe de travail

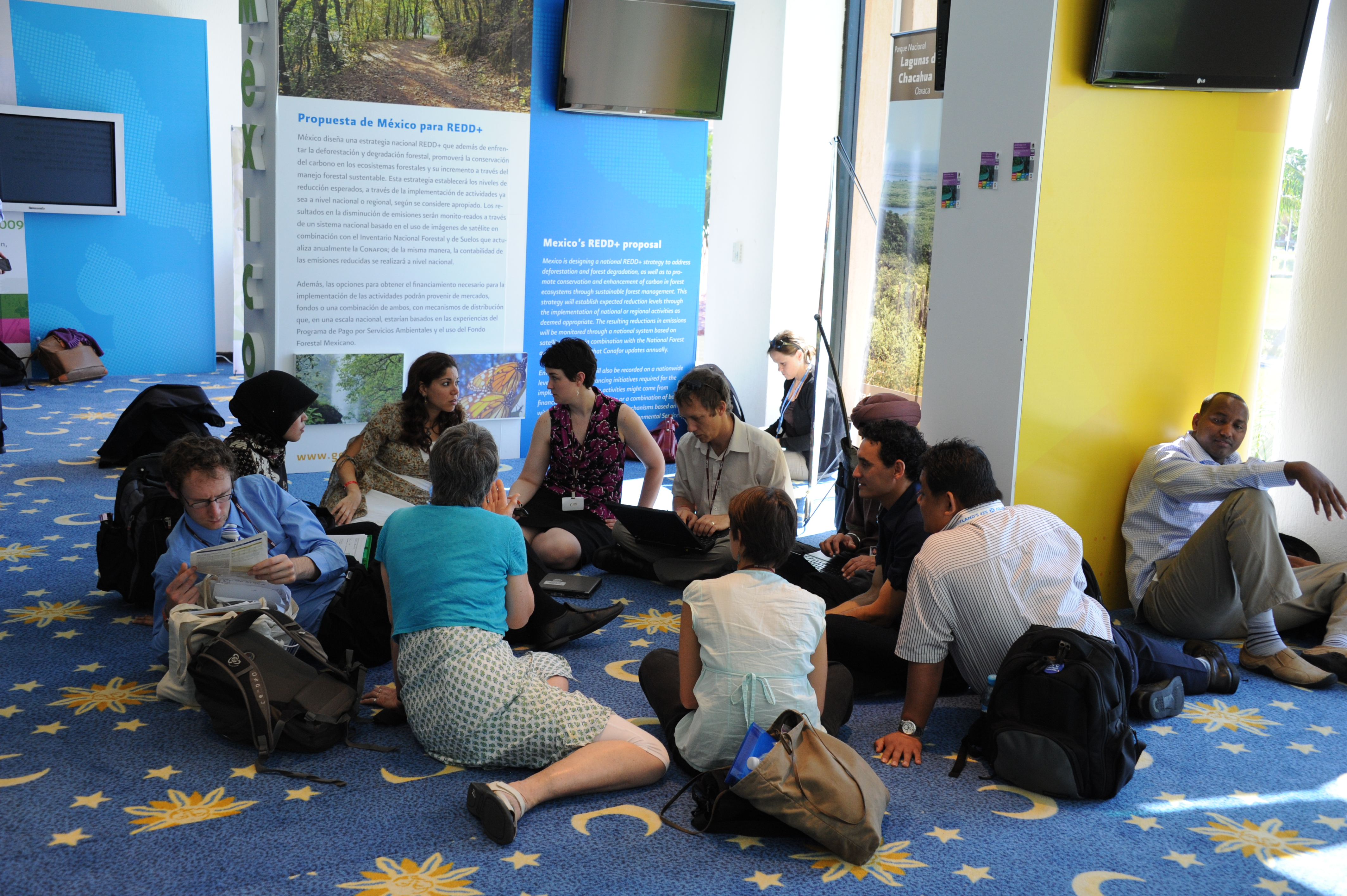
Travail durant une pause

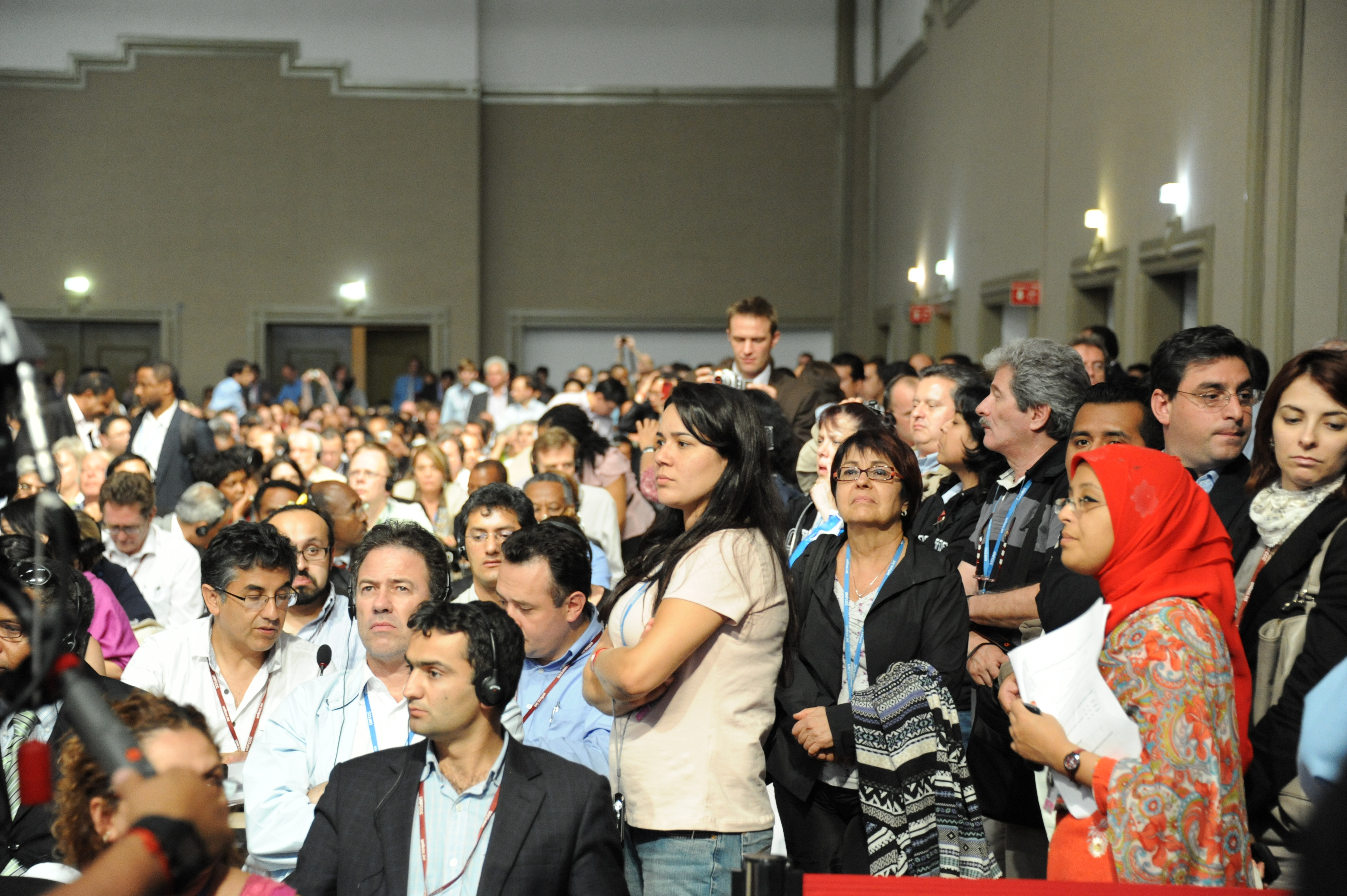
Une partie de l'auditoire

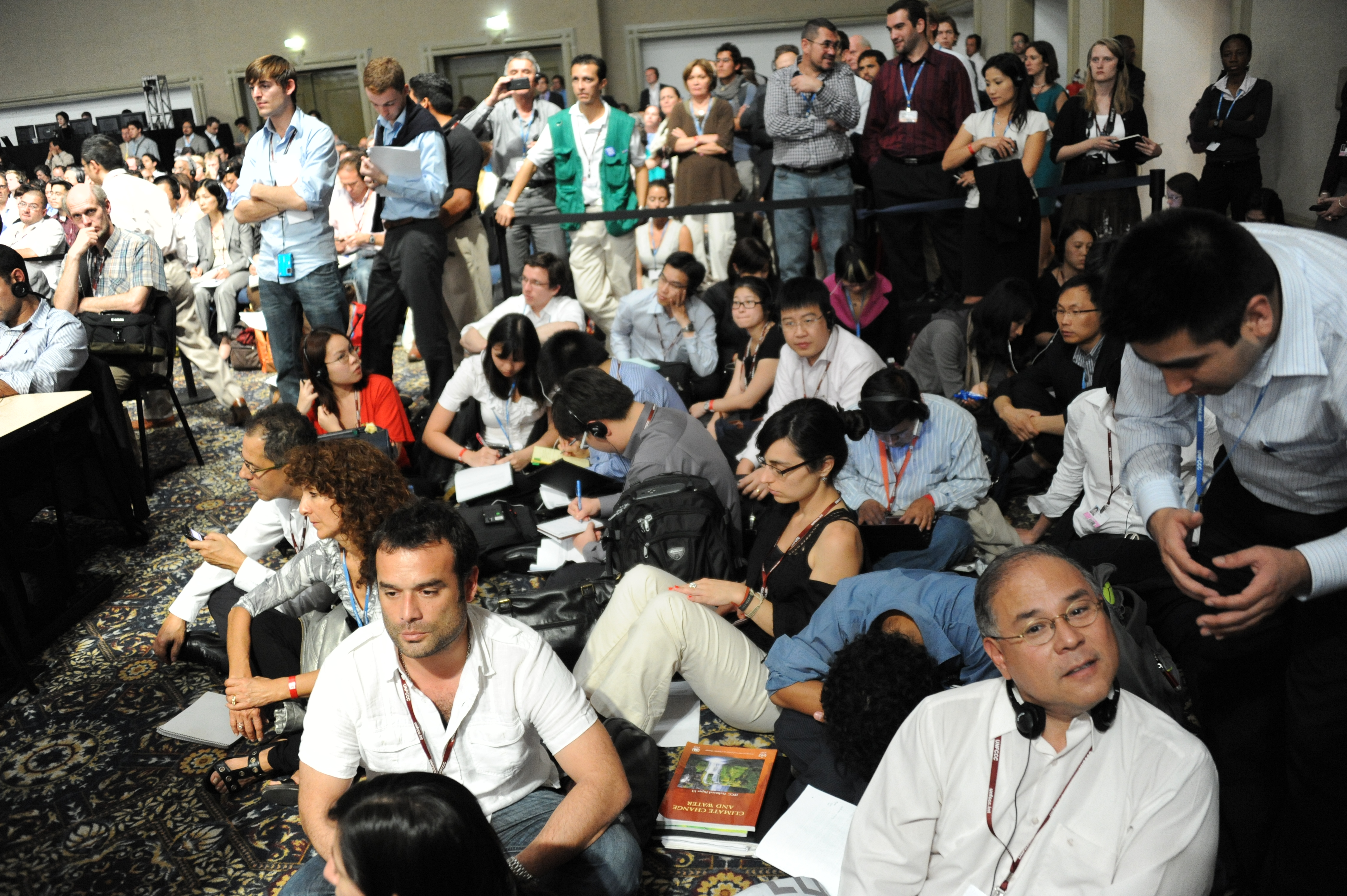
Participants (assistants...)

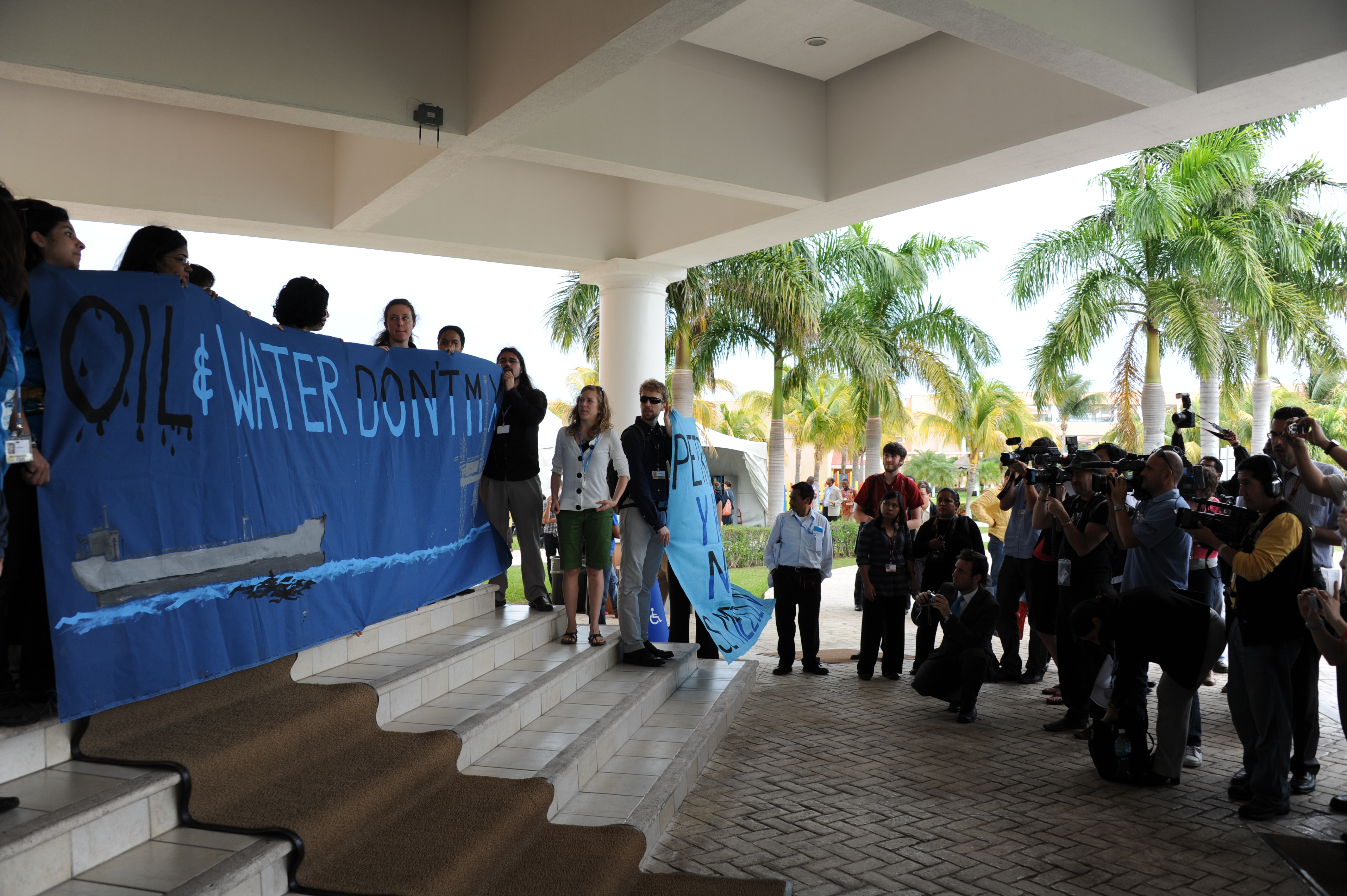
Action associative rappelant que « l'eau et le pétrole ne se mélangent pas »... devant l'une des entrées de la Conférence sur le climat de Cancun

Cette 16e conférence s'est tenue peu après la Conférence mondiale sur la biodiversité de Nagoya (2010) où les relations et enjeux liant climat et biodiversité ont été rappelés.
Elle devait prolonger et compléter l'accord de Copenhague de 2009 (non contraignant), construit pour préparer les suites du Protocole de Kyoto.
Cette conférence était présidée par Patricia Espinosa (ministre mexicaine des Affaires étrangères), qui a réussi à faire en sorte que les conférenciers adoptent un texte de consensus, fixant aux nations et au monde de nouvelles obligations (y compris pour les pays en développement) et intronisant la création du d'Comité adaptation [au changement climatique] et de deux mécanismes internationaux, l'un de financement (Green Climate Fund) et l'autre de soutien aux développements technologiques et à leur transfert vers les pays du Sud (Technology Mechanism).

## Conférence
Parallèlement à la réunion de la COP 16 qui a réuni les délégués de 190 pays représentés, deux organes subsidiaires permanents de la CCNUCC se sont réunis ; 
- l'Organe subsidiaire de conseil scientifique et technologique (SBSTA[n 1])
- l'Organe subsidiaire de mise en œuvre (SBI[n 2]) - ont aussi tenu à cette occasion leur 33e sessions de travail.

En outre, la Conférence de Copenhague de 2009 sur le climat avait aussi prorogé les mandats des deux organes subsidiaires temporaires,
- un Groupe de travail ad hoc sur les nouveaux engagements des Parties visées au titre du Protocole de Kyoto (AWG-KP[n 3]) et
- un Groupe de travail ad hoc sur le l'action coopérative à long terme, en vertu de la Convention (AWG-LCA[n 4]). Ils se sont ainsi rencontré à Cancún.

## Contexte
Malgré une forte demande sociale pour des actions visant à protéger le climat et la biodiversité, à la suite des conditions très difficiles d'obtention de l'accord de Copenhague (souvent considéré comme un demi-échec ou demi-succès), et à la suite  de discussions très difficiles pour préparer Cancún, et dans le contexte financier difficile de la crise économique de 2008-2010 les espoirs de produire un consensus lors de la conférence étaient assez réduits.
Quatre rounds de négociations préparatoires (sessions de l'AWG-KP et l'AWG-LCA) s'étaient tenues en 2010. Les trois premiers ont eu lieu à Bonn (Allemagne), les 9-11 avril, 1-11 juin (en conjonction avec la 32e sessions du SBSTA et du SBI), et 2-6 août. Les pourparlers de Bonn ont été considérés comme s'étant terminé par un échec,, . Le quatrième round de négociation préparatoire s'est tenu à Tianjin, en Chine, avec quelques petits progrès, mais marqué par de fortes tension et une rupture entre les négociateurs représentants la Chine et les États-Unis,,. 

## Attentes
Quelques mois avant la conférence, en août 2010, alors que les négociations piétinaient, Ban Ki-moon déclarait qu'il doutait que les États membres puissent parvenir à un nouvel accord mondial pour la lutte contre le réchauffement climatique mais après les discussions de Tianjin (octobre 2010), Christiana Figueres, Secrétaire exécutive de la Convention-cadre des Nations unies sur les changements climatiques (CCNUCC), déclarait : « Cette semaine nous a vu plus proches d'un ensemble structuré de décisions qui pourraient être adoptées à Cancún. .. Il s'agit de la plus grande transformation sociale et économique que le monde ait jamais vu »[réf. nécessaire]. D'autres commentateurs signalaient le retour d'un esprit positif dans la négociation, qui pourrait ouvrir la voie à un accord à Cancún

## Conférence sur le changement climatique deTarawa
Dans l'attente de la COP16, les dirigeants de la plupart des nations de la planète les plus vulnérables au changement climatique se sont réunis à Kiribati pour assister à une conférence spéciale dite  « Tarawa Climate Change Conference (en) » (TCCC), les 9 et 10 novembre 2010, qui s'est conclue par la « déclaration d'Ambo » (Ambo declaration) adoptée  par l'Australie, le Brésil, la Chine, Cuba, les Fidji, le Japon, Kiribati, les Maldives, les Îles Marshall, la Nouvelle-Zélande, les îles Salomon et les Îles Tonga. Cette déclaration appelle à une action plus immédiate contre les causes et les effets néfastes du changement climatique. La déclaration d'Ambo (du nom du village  où le Parlement siège aux Kiribati) a été formulée comme accord juridiquement non contraignant entre les nations à présenter à la COP16 lors du Sommet mondial du Cancún sur les changements climatiques trois semaines plus tard.

## Résultats
La diplomate zimbabwéenne Margaret Mukahanana-Sangarwe, a négocié le texte de consensus adopté par la conférence (sans la voix de la Bolivie). Ce texte n'est pas un traité contraignant, mais un accord international (agreement pour les anglophones), visant - dans le prolongement du protocole de Kyoto - à limiter le réchauffement planétaire à moins de 2 degrés Celsius au-dessus des niveaux pré-industriels, demandant pour ce faire aux pays riches de réduire leurs émissions de gaz à effet de serre conformément aux engagements souscrits dans l'Accord de Copenhague, et pour les pays en développement une intention de réduire leurs émissions.
L'accord contient :
- Un rappel aux pays les plus industrialisés qu'ils se sont engagés à Copenhague à verser, collectivement, 30 milliards de dollars (22,4 milliards d’euros) aux pays les moins avancés (PMA) d’ici 2012. Ces financements dits  « fast start » doivent aider les PMA à diminuer leurs émissions au profit d'alternatives moins polluantes et développer l'adaptation à un réchauffement moyen de 2 °C. Dès 2020, les pays les plus riches se sont engagés à annuellement verser 100 milliards $ (74,67 milliards €) pour aider les pays en développement face aux problèmes climatiques[13] ;
- un engagement à créer un fonds mondial vert pour le climat ("Green Climate" fund), devant être abondé à au moins cent milliards de dollars par an d'ici à 2020, pour aider les pays pauvres, financer la réduction des émissions et l'adaptation, salué par la presse internationale[14].
- un engagement pour la mise en place du système Redd + :  mécanisme qui doit permettre aux pays forestiers, luttant efficacement contre la déforestation, de générer des crédits d’émission, cessibles sur le marché du carbone et des compensations, au motif que la déforestation est encore très active, et probablement à l’origine d'environ 20 % des émissions mondiales de gaz à effet de serre, tout en détruisant d'importants puits de carbone autrefois constitués par certains sols forestiers (tourbeux notamment) ;
- un engagement des pays en développement à comptabiliser et publier leurs émissions, ainsi qu'à mettre en œuvre des actions nationales « et appropriées »  pour diminuer, d’ici 2020, leurs émissions par rapport à un scénario « business as usual ». 
Ces actions seront inscrites dans un registre public, tenu par le secrétariat exécutif de la convention,
- la création d'un Comité de l’adaptation au changement climatique ; chargé de  coordonner les politiques nationales d’adaptation aux conséquences des changements climatiques et d'aider les pays les plus pauvres à accéder à l'eau douce et potable, à un meilleur système de santé et une sécurité alimentaire ainsi qu'à des écosystèmes (lacustres et marins notamment) protégés ;
- un comité exécutif de la technologie, doit accélérer les transferts technologiques du Nord vers le Sud.

## Analyses et critiques
On craignait obtenir moins, y compris Christina Figueres, secrétaire exécutive de la convention et présidente de la COP16 qui conclut : « C’est historique, sur les changements climatiques, c’est la première fois que les pays s’accordent un tel jeu d’instruments et d’outils qui vont permettre aux pays en développement, notamment, de réduire leurs émissions et de s’adapter aux conséquences du changement climatique ». La présidente a d'ailleurs été ovationnée à la fin de la conférence, ce qui ne fut pas le cas pour la conférence précédente, à Copenhague.
Néanmoins, divers commentateurs font remarquer que
- il n'y a pas eu d'accord sur la manière d'élargir le protocole de Kyoto ni sur les moyens à mettre en œuvre pour trouver les 100 milliards $ promis par an, ni sur les priorités pour les affecter ou sur les manières d'aider les pays en développement à réduire leurs émissions.
- Une question en suspens est de savoir si les pays riches devraient d'abord réduire leurs émissions[15].
- Le journal New York Times a décrit l'accord comme étant à la fois une « avancée majeure » étant donné l'échec des négociations internationales ces dernières années, et « assez modeste » dans ses ambitions, car n'ayant par exemple pas exigé le niveau de changement correspondant à ce que les scientifiques ont évalué comme étant nécessaire pour éviter un changement climatique dangereux pour la biodiversité et les hommes[16].
- John Vidal, dans le journal The Guardian, a critiqué les accords de Cancún pour n'avoir pas  fait preuve de leadership, pour ne pas spécifier la façon dont le nouveau Fonds pour le climat sera financé, et pour n'avoir pas indiqué que les pays devaient ne pas dépasser un « pic » d'émissions avant 10 ans et ensuite rapidement les réduire pour qu'il y ait une chance d'éviter un réchauffement catastrophique. Le report des décisions concernant la forme juridique et le niveau des obligations de réductions requises a également été vivement critiqué[17].
- >Alister Doyle, correspondant environnement de l'Agence Reuters, estime que pour certains délégués, notamment ceux des pays africains vulnérables et les îles de faible altitude, les négociations de Cancún semblent comme une réorganisation des chaises longues sur le pont du Titanic, et les accords de Cancún ne portent hélas que sur un faible nombre d'actions nécessaires[18].
- Enfin l'accord accepte un réchauffement moyen de 2 °C. Un tel réchauffement moyen, pourrait se traduire localement par des phénomènes graves de désertification ou fonte de pergélisols, source de désordres physiques et de nouvelles émissions de méthane. 
En outre, s'il est brutal, ce réchauffement pourrait - dans un contexte de fragmentation écologique croissante fortement aggraver le recul de la biodiversité (Biodiversité qui est par ailleurs considérée comme un important facteur de résilience pour les stratégies d'adaptation.